# The Limits of Control
The Limits of Control – hiszpańsko-amerykańsko-japoński thriller kryminalny z 2009 roku w reżyserii Jima Jarmuscha.

## Obsada
- Tilda Swinton jako blondynka
- Bill Murray jako Amerykanin
- Gael García Bernal jako Meksykanin
- Isaach De Bankolé jako samotny mężczyzna
- John Hurt jako gitarzysta
- Paz de la Huerta jako naga kobieta
- Youki Kudoh jako Molecules
- Hiam Abbass jako kierowca
- Luis Tosar jako skrzypek
- Jean-François Stévenin jako Francuz
- Alex Descas jako Kreolczyk
- Óscar Jaenada jako kelner
- Héctor Colomé jako drugi Amerykanin
- María Isasi jako kelnerka w klubie flamenco
- Alejandro Muñoz Biggie